# Istituto Max Planck per la fisica gravitazionale

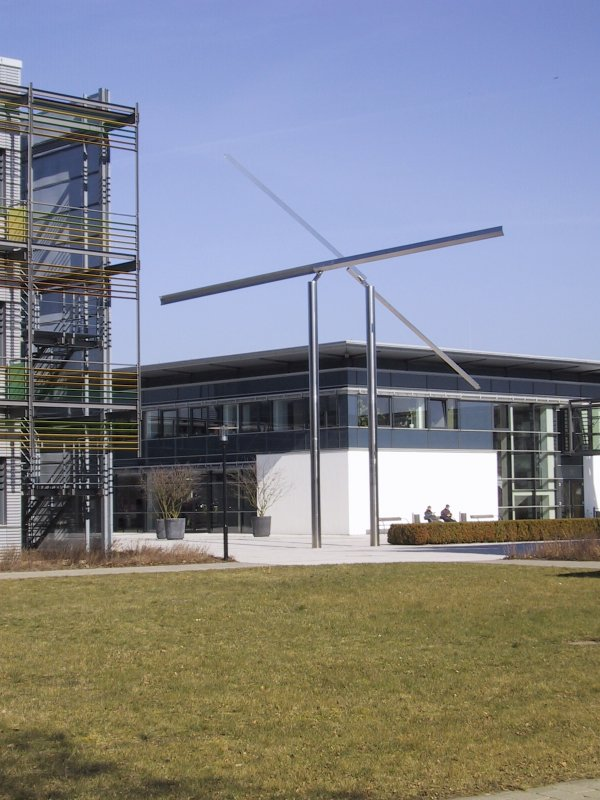
L'Istituto Max-Planck per la fisica gravitazionale a Potsdam

L'Istituto Max Planck per la fisica gravitazionale (in tedesco, Max-Planck-Institut für Gravitationsphysik anche noto come Albert-Einstein Institute) è un istituto di ricerca extrauniversitario dipendente dalla Società Max Planck con sede a Marburgo, dedicato alla interazione gravitazionale. Il ramo teorico dell'istituto si trova a Potsdam e quello sperimentale ad Hannover. 
L'Istituto svolge ricerche di base in matematica e fisica teorica, nonché ricerche applicate nei settori del laser, della tecnologia del vuoto, dell'isolamento delle vibrazioni, dell'ottica classica e quantistica. 
L'Istituto è il principale partner di GEO600, un rilevatore di onde gravitazionali interferometriche laser, vicino ad Hannover, e ONG, un futuro interferometro laser focalizzato sullo spazio. 

## Storia
L'istituto è stato fondato nell'aprile 1995 e si è trasferito nel 1999 nel parco scientifico Golm di Potsdam. 
Nel 2001, ha rilevato i locali del Max-Planck Institute for Quantum Optics, che si è unito all'IMPLG nel 2002. Questo istituto è associato all'Institute for Gravitational Physics (precedentemente Institute for Atomic and Molecular Physics) dell'Università Gottfried Wilhelm Leibniz di Hannover presso il Center for Gravitational Physics. 

## Organizzazione
L'area di ricerca dell'istituto appartiene alla teoria della relatività generale. È particolarmente interessato all'emergere e alla propagazione delle onde gravitazionali, nonché allo sviluppo di una teoria della gravità quantistica. 
- Il dipartimento di analisi geometrica e gravitazione di Potsdam sviluppa nuovi metodi matematici sulle basi teoriche della teoria della relatività generale e fa previsioni sui modelli utilizzati.
- Il dipartimento di gravità quantistica e teorie unificate di Potsdam, sotto la direzione di Hermann Nicolai, si concentra sullo sviluppo di una teoria che combini teoria quantistica e relatività generale.
- Il dipartimento teoria della relatività astrofisica e cosmologica a Potsdam, sotto la direzione di Alessandra Buonanno, studia le onde gravitazionali, il buco nero e la risoluzione analitica e numerica dell'equazione di Einstein.
- Il dipartimento di interferometria laser e astronomia delle onde gravitazionali di Hannover, sotto la direzione di Karsten Danzmann, si occupa principalmente dello sviluppo di rilevatori di onde gravitazionali sia sulla Terra che nello spazio via satellite (vedi GEO600 e ONG).
- Il dipartimento di relatività e cosmologia sperimentale di Hannover, sotto la direzione di Bruce Allen, sta sviluppando algoritmi per l'analisi dei dati provenienti dai centri sulle onde gravitazionali (vedi Einstein @ Home).

## Scuole di ricerca internazionali Max Planck
La formazione degli studenti di dottorato è divisa tra due scuole: 
- IMPRS for Geometric Analysis, Gravitation and String Theory è un programma dell'Istituto Albert Einstein in collaborazione con la Libera Università di Berlino, l'Università Humboldt di Berlino e l'Università di Potsdam nei settori della gravità quantistica e fisica matematica;
- L'IMPRS sull'astronomia delle onde gravitazionali si rivolge agli studenti di dottorato in tutte le aree dell'astronomia delle onde gravitazionali. Questo programma è realizzato in collaborazione con l'Università Gottfried Wilhelm Leibniz di Hannover e il Laser Center di Hannover.